# St. Peter (Krempe)

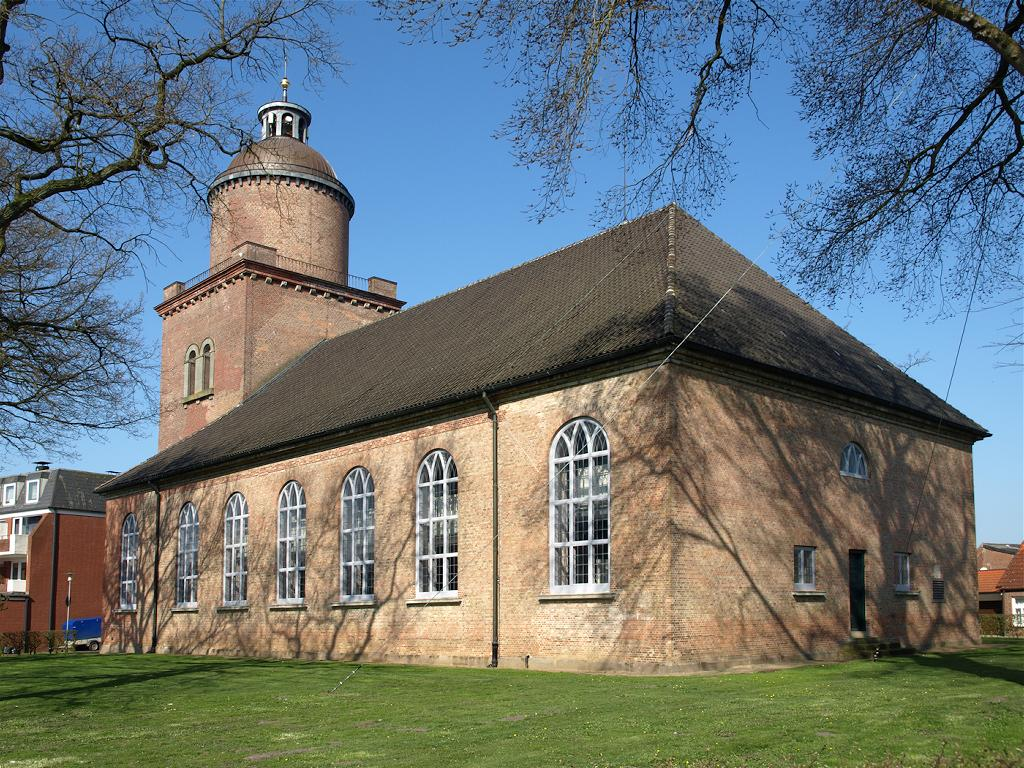
Die Kirche von Südosten im Frühjahr 2009 – ein schlichter Baukörper aus geometrischen Grundformen

Die Kirche St. Peter ist eine evangelisch-lutherische Kirche in Krempe. Die dreischiffige Hallenkirche wurde von 1828 bis 1836 im spätklassizistischen Baustil errichtet. Der Turm mit seiner charakteristischen Kuppel ist in der flachen Marschlandschaft von weit her zu sehen.

## Lage
Östlich vom Marktplatz gelegen und von diesem durch eine Häuserzeile getrennt, ist die Kirche umgeben von einer parkartigen Anlage mit hohem Baumbestand, dem ehemaligen Kirchhof, der sich ursprünglich bis zum Wall der Kremper Festung erstreckte.

## Baugeschichte

### Vorgängerbau

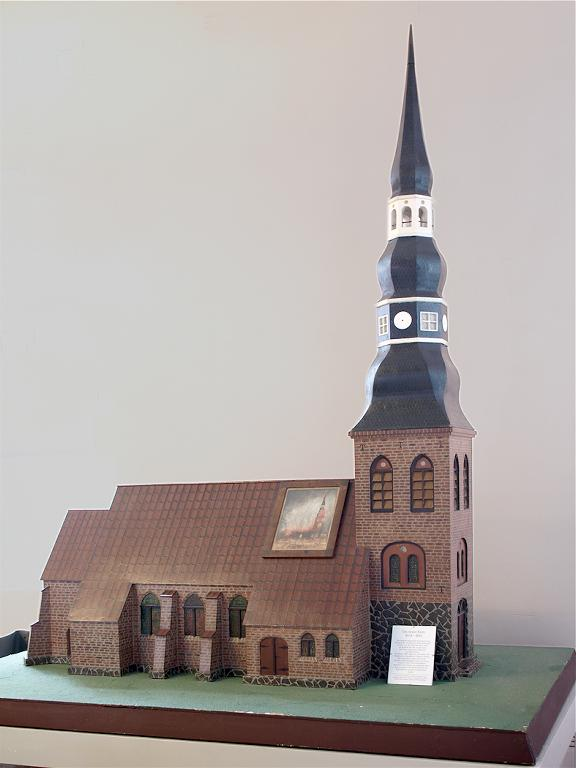
Modell der alten Kirche mit Barockturm (Zustand 1654–1814)

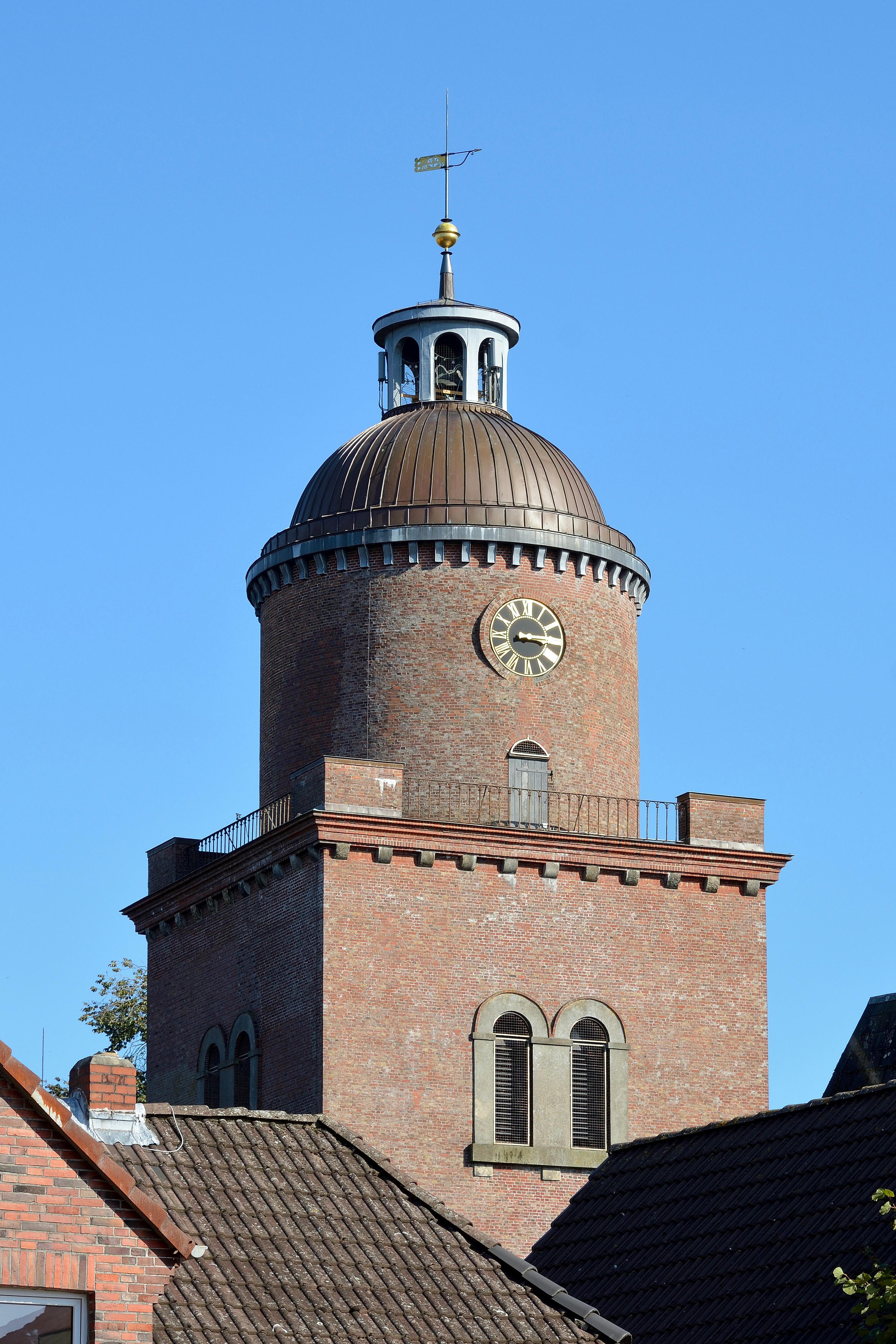
Die Spitze des Turms. In der Wetterfahne das Wappen Krempes und die Jahreszahl 1835

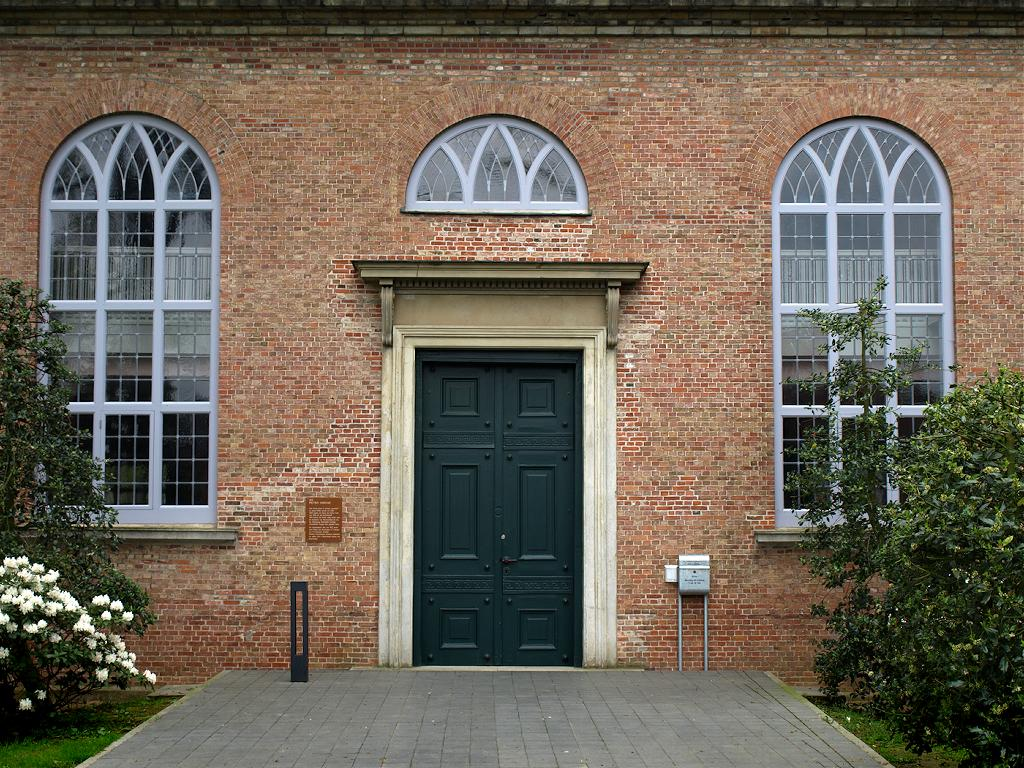
Nebenportal an der Nordwand

Die erste Kirche in Krempe wurde vermutlich am Anfang des 13. Jahrhunderts im Zuge der Eindeichung der Kremper Marsch erbaut. Im Rahmen der Marschenkolonisation wurden die Ortschaften des Krempdorfer und des Grevenkoper Koogs zu einem Kirchspiel zusammengefasst, dessen Gotteshaus im Überschneidungsbereich der Köge lag, so dass es von beiden Siedlergruppen gleich gut erreicht werden konnte. Sein Standort befand sich in einer Flussschleife der Krempau – dem Ness – auf einem erhöhten Ort, auf dem die Kirche noch heute ihren Platz hat. Als Kirchort fand Krempe erstmals um 1237 indirekt Erwähnung in einer Urkunde, in der ein Kirchherr Godescalus (Gottschalk) aus Krempe zum Propst des Klosters Uetersen ernannt wurde. Ob die erste Kirche gleich als Backsteinbau aufgeführt wurde oder erst später in einen solchen umgewandelt worden ist, lässt sich in Ermangelung schriftlicher Zeugnisse nicht klären. In den 1520er Jahren erhielt die Vorgängerkirche den Anbau eines südlichen Nebenschiffs, die sogenannte Neue Kirche. 1495 errichtete der Baumeister Andreas Andersen den ersten Turm der Kremper Kirche. Dieser hatte eine sehr hohe, schlanke Spitze und war 224 Fuß (etwa 67 m) hoch, wovon das Sparrwerk der Spitze 140 Fuß (etwa 42 m) einnahm. Sein Aussehen ist bekannt aus einem zeitgenössischen Stich der Stadt Krempe von Braun/Hogenberg.
In der Nacht vom 14. auf den 15. Februar 1648 brachte ein ungewöhnlich starker Sturm – hier wie auch in acht weiteren Marschgemeinden – die Turmspitze zum Einsturz. Dabei wurden auch das Kirchendach, Teile des Kirchenschiffs und vor allem die Neue Kirche erheblich beschädigt. Die Stundenglocke stürzte auf den Kirchhof, überstand das Unglück aber unversehrt. 1654 erhielt die Kirche eine neue barocke, dreifach gegliederte Turmspitze aus erstem Stuhl, Glockenstuhl und Spitze. Darauf setzte eine 10 Fuß hohe Stange auf, die eine Kugel, einen kupfernen Hahn und ein Kreuz trug. Baumeister war Joh. Pape aus Neuendorf. Die neue Turmhöhe wird mit 260 Fuß (rund 78 m) angegeben und war noch höher als die Vorversion. Von den beiden Variationen der Vorgängerkirche von St. Peter zeugen zwei Modelle, die anlässlich des Umzugs zur 700-Jahr-Feier Krempes angefertigt wurden und heute im Kircheninnern aufgestellt sind.
1814 wurde Krempe von schwedischen Truppen besetzt und die Kirche als Pulverlager und Heulager konfisziert. Durch eine Unachtsamkeit der Wachsoldaten geriet das Gebäude in Brand und wurde bis auf die Grundmauern zerstört – mit Ausnahme wiederum der Stundenglocke.

### Bau der klassizistischen Kirche
Der Neubau wurde von Bauinspektor Friedrich Christian Heylmann aus Altona entworfen und durchgeführt, einem Schüler des führenden klassizistischen Baumeisters und dänischen Oberbaudirektors Christian Frederik Hansen. Ein Streit um die Gestaltung der Turmfassade zwischen Heylmann und der Kirchengemeinde auf der einen Seite sowie Hansen als oberster Baubehörde verzögerte den Baubeginn um mehr als ein Jahrzehnt. So konnte erst 1828 der Grundstein gelegt werden. Bis zum Richtfest im Jahre 1830 ging der Bau zügig voran.
Im August desselben Jahres entdeckte man Risse im Mauerwerk des Turms, was dazu führte, dass der Turm teilweise wieder abgebrochen werden musste. Weil die genauen Ursachen zwischen den beteiligten Parteien nicht geklärt werden konnten, kam der gesamte Bau zum Erliegen. Nachdem sich Hansen eingeschaltet und veranlasst hatte, vorerst das Kirchenschiff fertigzustellen, konnte am 11. November 1832 die Kirche endlich eingeweiht werden. Der Turm wurde allerdings erst 1836 vollständig fertiggestellt.

### Baumeister
Die dreischiffige Kirche ist ein typischer spätklassizistischer Bau nach dem Entwurf von F. C. Heylmann, der sich stark an den Bauformen orientierte, die sein Lehrmeister C. F. Hansen für Kirchen in Quickborn, Husum und Neumünster sowie für die Frauenkirche in Kopenhagen entwickelt hatte. Aufgrund dieser Ähnlichkeiten hatte in den 1920er Jahren der Altonaer Bauinspektor Werner Jakstein die Autorenschaft dem von ihm besonders verehrten Hansen zuerkannt. Dies ist eine Fehlinterpretation, die bis heute immer wieder kolportiert wird. Das zeitgenössische „Protokoll des Neubaus der Kirche“ des Kirchengeschworenen Carsten Büldt aus Grevenkop, die Architektenzeichnungen, die ganz und gar nicht dem klassisch geschulten Stil Hansens entsprechen, die stilistischen Anklänge der Neogotik in der Gliederung der Außenwände und in den hohen Seitenfenstern, die Kolossalsäulenrahmung des Kanzelaltars, das Bekenntnis zur Turmgestalt in der Turmfassade und viele weitere Details schließen eine Urheberschaft Hansens für den Kirchenentwurf aus und zeigen den eigenen Duktus von Heylmann.

## Bauwerk

### Kirchenschiff – Äußeres
Das schlichte Kirchenschiff von rechteckigem Grundriss wird von einem hohen, schwarz gedeckten Walmdach bedeckt. Im Gegensatz zur vorherrschenden Ornamentierung klassizistischer Kirchen verzichtete Heylmann – mit Ausnahme des Haupt- und des Nebenportals – auf plastisch hervortretende Rahmungen oder Bedachungen der Fenster und schnitt sie einfach in die glatten Backsteinwände ein. Licht fällt in das Kircheninnere durch sieben Achsen hohe, stockwerkübergreifende Halbrundfenster, die im Zuge der letzten Restaurierung auf ihre ursprüngliche graue Farbgebung zurückgeführt worden sind. Die fünf mittleren Fenster erhellen das Innere des Kirchenschiffs, während sich die beiden äußeren auf die hinter ihnen befindlichen Räume beziehen (die Sakristei bzw. die Aufgänge zu den Emporen). Die beiden Randfenster haben funktional bedingt einen größeren Abstand zu denen des Innenraums. Deshalb wurden sie zur Erhaltung der Symmetrie in eigene abgegrenzte Wandfelder (Risalite) eingebettet, die nur leicht gegenüber der Mittelwand hervortreten und heute zusätzlich durch die Regenabflussrohre betont werden. Stilistisch auffällig und als Konzession an den aufkommenden Trend zur neogotischen Kirchenarchitektur zu deuten, sind die jeweils drei schmalen Spitzbögen, die die Halbrundbögen der Fenster ausfüllen.
An der Nordseite ist statt des Mittelfensters ein sandsteinernes Nebenportal eingesetzt. Heute mit einer behindertengerechten Zuwegung versehen, bildet es einen weiteren Eingang ins Kirchenschiff. Der Nebeneingang besteht aus einem einfachen Portal mit glatter Sandsteinrahmung, über dem ein halbrundes Oberlicht mit Spitzbögen den Bezug zu den benachbarten Fenstern herstellt. Einziger Zierrat dieser Konstruktion sind zwei geschwungene Konsolen mit einem Blütenkelch-Ornament, die die schlichte Bedachung tragen.

### Kirchturm
Die Westseite wird geprägt vom aufstrebenden, massigen Kirchturm, der mit 38 m Höhe das Dach weit überragt. Er setzt sich aus klaren, trigonometrischen Grundformen zusammen, wie es der Formensprache der griechisch-römischen Klassik entspricht: Quader, Zylinder, Halbkugel, Zylinder mit rundbogigen Öffnungen sowie ein flacher Kegel.
Ein massiver Quader auf quadratischem Grundriss, dessen Seitenlänge der halben Kirchenbreite entspricht, bildet den unteren Bereich. Er ist zur Hälfte in das Kirchenschiff eingelassen und enthält den Vorraum zum Kircheninneren. Seine Wände sind glatt aufgemauert bis zum Abschluss durch ein Konsolgesims. Am Fuß betont ein einfacher Portikus mit Pilastern und flachem Dreiecksgiebel den Eingang zum Gotteshaus. Im oberen Drittel sind nach drei Seiten sandsteingerahmte, rundbogige Schall-Luken in den Baukörper eingesetzt. Auf dem Quader sitzt – eingerückt auf einer Plattform – ein einfacher Zylinder, der von einem kupfernen Konsolgesims begrenzt wird. Auf seiner Westseite befindet sich die schlichte Zugangstür zur Aussichtsplattform, über der die – inzwischen elektrisch betriebene – Turmuhr installiert ist.
Auf der anschließenden Halbkuppel thront eine zylindrische Laterne, deren acht Arkadenbögen ihr das Aussehen eines kleinen Rundtempels verleihen. In ihr hängt die Stundenglocke, die schon in der Vorgängerkirche ihren Dienst tat. Ein vorkragender flacher Kegel schließt als Dach das kleine Tempelchen ab. Über ihm erhebt sich die Kirchturmspitze mit einer vergoldeten Kugel und einer Wetterfahne, die das Kremper Wappen und die Zahl 1835 als Jahreszahl der Fertigstellung des Turms zeigt.

## Inneres

### Turmhalle
Das Westportal führt in den weiß getünchten Vorraum der Kirche, der durch das untere Stockwerk des Turmquaders gebildet wird. Ursprünglich wurde die Decke dieser Turmhalle von einer Stuckrahmung begrenzt. Sie enthält in der Mitte eine runde Luke zum Aufzug der Kirchenglocken. Deren Holzdeckelverschluss ist mit einer Rosette in Akanthusdekor verziert.

### Innenraum
Der anschließende Kirchenraum ist eine dreischiffige Emporenhalle. Heylmann legte bei der inneren Ausschmückung ein starkes Augenmerk auf die farbliche Gestaltung. Alle Farben wurden nach seinen Anweisungen angemischt und aufeinander abgestimmt. Durch die rosa Silicatfarbe der Außenwände umfängt den Besucher eine warme Ausstrahlung. Sie wurde im Zuge der Kirchenrestaurierung nach Untersuchungsbefunden dem Klang der originalen Farbgebung nachempfunden. Durch die Vielzahl der Wandflächen wird Rosa zum dominanten inneren Farbakzent des Gotteshauses.
Auf graurosa Pfeilern ruhende Rundbögen trennen das Mittelschiff von den Seitenschiffen, die aus den Seitenemporen und den darunter befindlichen Gängen gebildet werden. Die Säulengliederung entspricht den fünf inneren Fensterachsen der Außenfassade. So kann durch die hohen Fenster viel Tageslicht in das Gotteshaus einfallen. Dunkelbraune, eierstabverzierte Kämpferplatten bilden den Abschluss der zum Innenraum hin kannelierten Pfeiler. Sie tragen die kassettierten Arkadenrundbögen, hinter denen sich die Seitenemporen befinden, die von einer mit Docken (= halbierten Balustern) verzierten in Grüntönen gehaltenen Brüstung gesichert werden.

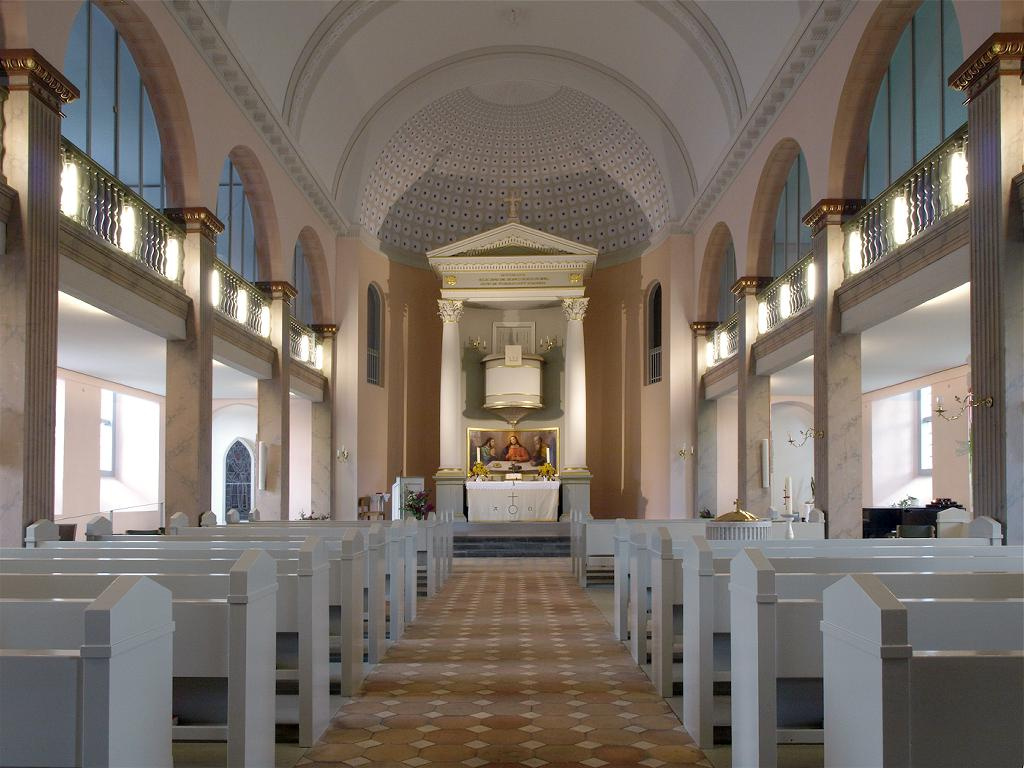
Innenraum nach Osten: Seitenemporen als Gemeinderäume durch Glasscheiben abgetrennt
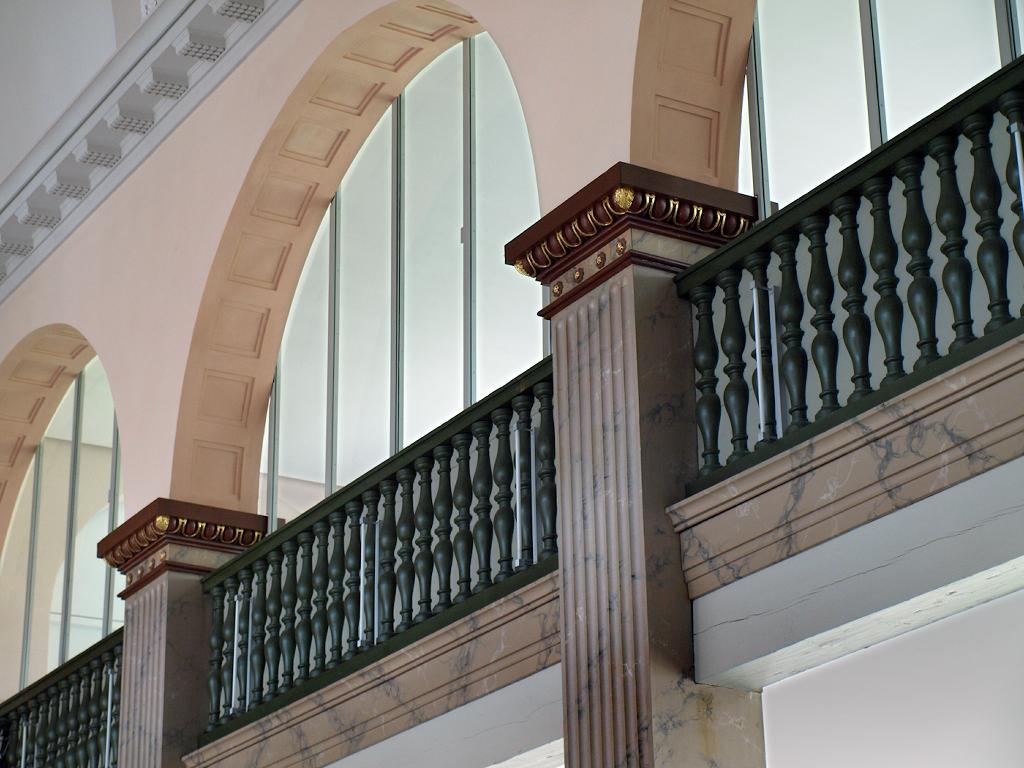
Arkadenbögen auf schlanken kannelierten Pfeilern, großer Gemeinderaum in der rechten Seitenempore

Ein breiter Mittelgang führt auf den Chor zu. Die graufarbenen Bankreihen reichten einst bis zu den Außenwänden, wurden jedoch in den Seitenschiffen durch eine variable Bestuhlung ersetzt. Überspannt wird das Hauptschiff von einer Halbrundtonne. Die weiße Tonnendecke wird durch hellgraue Gurtbänder aus mit Eichenlaub verziertem Stuck in fünf helle, lichte Felder gegliedert. Der Aufbau von Gurten und Feldern übernimmt die Pfeileranordnung des Mittelschiffs.
Der Altarraum ist als halbkuppelig gewölbte Apsis gestaltet, in die freistehend der hohe, stockwerküberspannende Kanzelaltar, der von hinten zugänglich ist, gestellt ist. Diese Apsis stellt eine reine Innenkonstruktion dar, die außen von ehemaligen Logen, der Sakristei und weiteren Funktionsräumen umfasst und in der Außenfassade der Kirche nicht sichtbar wird. Die Halbkuppel ist verziert mit blauen Sternen in kleinteiligen, weißen Kassetten auf grauem Hintergrund, die ihr so ein himmelartiges Gepräge verleihen.
Bei der Renovierung von 2004 wurden die Emporenarkaden verglast und der Raum auf den Emporen in Funktionsräume unterteilt. Der große Gemeinderaum auf der Südseite umfasst vier Joche, der kleine auf der Südseite drei Joche, alle übrigen Räume je ein Joch.
Unter den Emporen sind die Seitenschiffe durchgängig geblieben.
Die große Westempore trägt die Orgel. Sie wurde im ausgehenden 19. Jahrhundert um eine Säulenreihe vorgezogen, um Raum für eine größere Orgel und Platz für den Kirchenchor zu schaffen. Die beiden tragenden, ionischen Säulen nahe der Eingangstür zum Kirchenschiff, erinnern an ihre ursprüngliche Tiefe. Rechts und links vom Eingang führen Treppenaufgänge mit Baluster-gestützten Handläufen zur Empore.

### Kanzelaltar

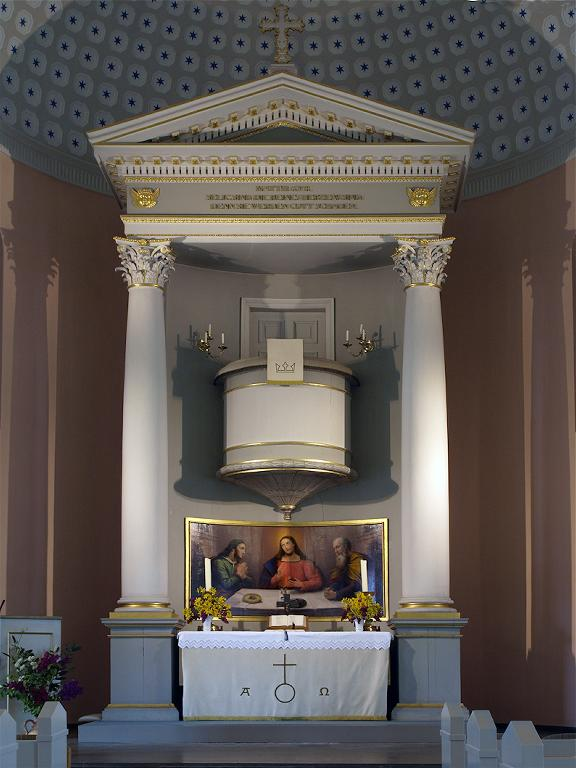
Kanzelaltar

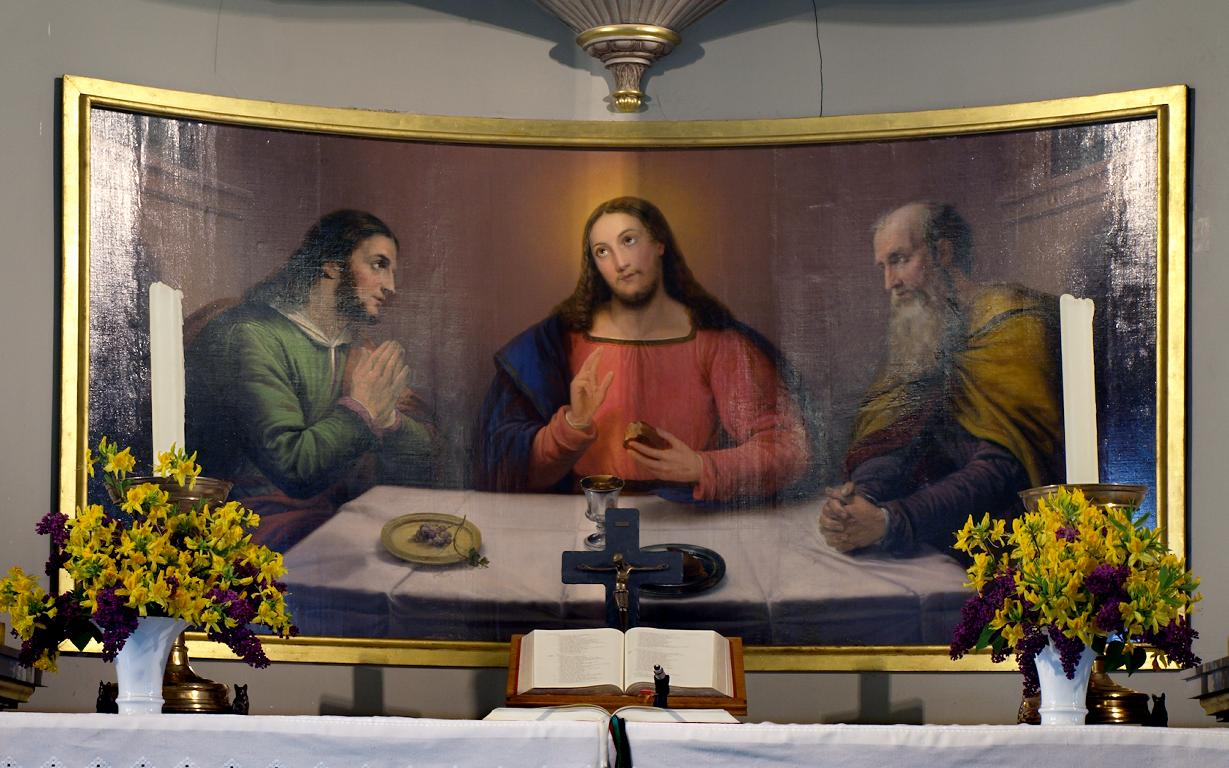
Altargemälde von S. D. Bendixen (1832 – Öl auf Leinwand)

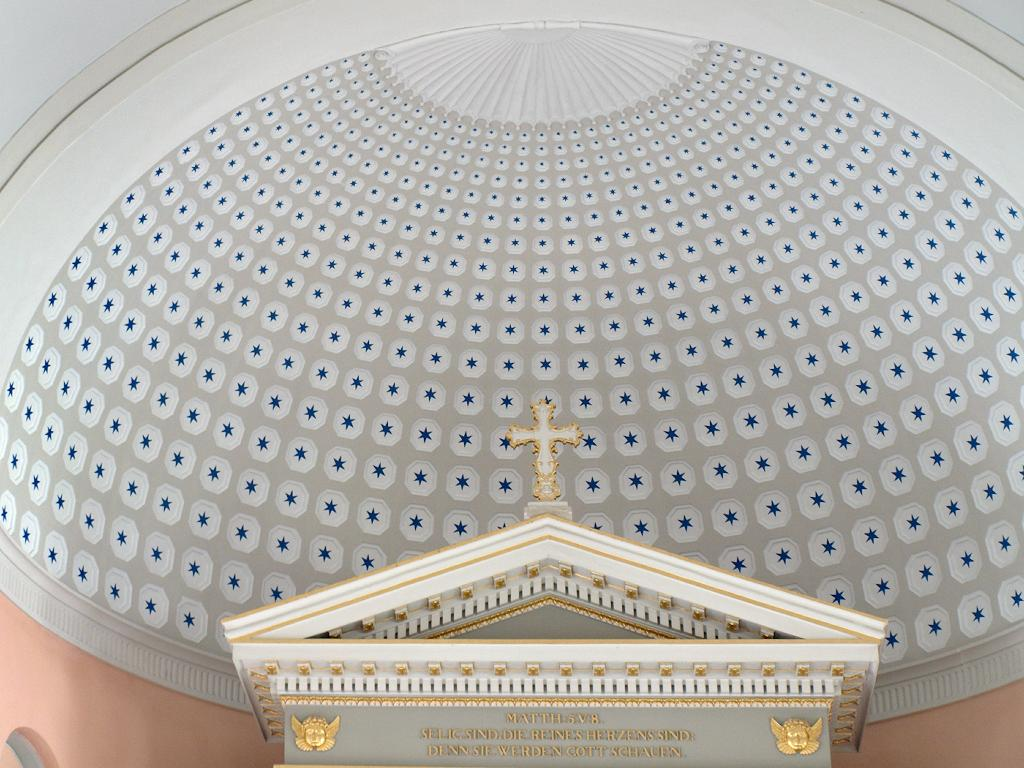
Sternenhimmel über dem Altar

Wie in vielen nachreformatorischen Kirchenbauten in Norddeutschland sind Kanzel und Altar zu einer Einheit verbunden. Die zentrale Stellung der Kanzel betont die Bedeutung des Wortes Gottes, das von der Kanzel verkündet wird.
Der Kanzelaltar wird gerahmt von einem hoch aufragenden Säulentempel (Ädikula-Altar), der auf zwei grauen Quadern ruht und bis über das Gesims des Chorraums reicht. Seine zwei weißen Kolossalsäulen mit korinthischen Kapitellen tragen ein Giebeldreieck, unter dem zwischen zwei goldenen geflügelten Engelsköpfen der Matthäus-Vers steht:
SELIG SIND, DIE REINES HERZENS SIND, DENN SIE WERDEN GOTT SCHAUEN.
(Matth. 5 V. 8 )
Bekrönt wird das Giebeldreieck von einem Langkreuz, dessen vergoldete Blattranken den Baum des Lebens symbolisieren.  
Die Kanzel ist über eine verborgene, rückwärtige Treppe zu erreichen. Ihr zylindrisch gerundeter Kanzelkorb schließt nach unten mit einem Unterhang ab, der reich verziert ist mit einem Blattwerk aus Eichenlaub, Palmetten und Feigenblättern.
Zwischen dem Altartisch und der Kanzel befindet sich – der Rundung des Hintergrunds angepasst – ein Ölgemälde des Hamburger Landschaftsmalers Siegfried Detlev Bendixen (1768–1864), das die Emmausszene darstellt.

### Orgel
An der Westseite des Langhauses befindet sich die Orgelempore in ihrer aktuellen Form. Seit der Bauzeit ist sie verschiedenen Veränderungen unterworfen gewesen. Ursprünglich hatte Heylmann gegen den Wunsch der Kirchengemeinde einen anderen Platz für die Orgel durchgesetzt: auf einer zusätzlichen Empore im Bogenrund der Decke – sozusagen in einem zweiten Stockwerk, während die Empore des ersten Stockwerks lediglich für Besucherplätze vorgesehen war. Im Juni 1839 wurde eine kleine Orgel aus der Englischen Kirche in Altona erworben und dort oben installiert.
Im ausgehenden 19. Jahrhundert wurde das obere Orgelstockwerk entfernt und die aktuelle Orgelempore um eine Arkadenlänge verlängert, so dass dort eine neue größere Orgel der Firma Gebrüder Nagel aus Hamburg installiert werden konnte. Diese fußte auf einem Podest.
Während der Kirchensanierung am Ende der 1960er Jahre wurde die Brüstung der Orgelempore – den Seitenemporen entsprechend – mit Docken neu gestaltet. Die Orgel musste 1966 ausgebaut werden, weil sie vom Holzwurm zerfressen war. Erst 1977 wurde nach einer Interimslösung von der Firma Weigle aus Stuttgart eine neue Orgel eingebaut. Sie hat zwei Manuale, 16 Register, 1116 Pfeifen, ein Hauptwerk, ein Brustschwellwerk und ein Pedalwerk. Von Gemeindemitgliedern gespendet, wurde später zusätzlich ein Glockenspiel eingebaut.
| I Hauptwerk C– |                 |       |
| 1.             | Prinzipal       | 8′    |
| 2.             | Spitzflöte      | 8′    |
| 3.             | Oktave          | 4′    |
| 4.             | Waldflöte       | 2′    |
| 5.             | Sesquialtera II | 2 ⁄3′ |
| 6.             | Mixtur III-IV   | 1 ⁄3′ |
|                | Zimbelstern     |       |

| II Brust-/Schwellwerk C– |                  |       |
| 7.                       | Gedeckt          | 8′    |
| 8.                       | Rohrflöte        | 4′    |
| 9.                       | Prinzipal        | 2′    |
| 10.                      | Quinte           | 1 ⁄3′ |
| 11.                      | Scharfzimbel III | 1′    |
| 12.                      | Oboe             | 8′    |
|                          | Tremulant        |       |

| Pedalwerk C– |           |     |
| 13.          | Subbaß    | 16′ |
| 14.          | Oktavbaß  | 8′  |
| 15.          | Nachthorn | 4′  |
| 16.          | Fagott    | 16′ |

- Koppeln: II/I, I/P, II/P

### Ausstattungsstücke aus der Friedhofskapelle
An der Südostseite steht ein Glasfenster, das aus der neugotischen Friedhofskapelle stammt. Es stellt den Reformator Martin Luther dar. Ebenfalls aus der Friedhofskapelle stammt das hölzerne Kruzifix an der Außenwand des nördlichen Seitenschiffes.

## Turmuhr und Glocken
Nachdem die erste Turmuhr nicht zuverlässig arbeitete, lieferte Jürgen Bötern 1853 eine neue Uhr, die bis 1967 ihren Dienst tat. Dann wurde sie durch eine elektrische Uhr ersetzt.
Im Ersten Weltkrieg musste eine, im Zweiten Weltkrieg mussten zwei Kirchenglocken zur Einschmelzung abgeliefert werden. Erst 1957 erhielt die Kirche neue Glocken, die bis heute in Betrieb sind.

## Renovierungen
Der bauliche Zustand der Kirche war schon in den 1930er Jahren so schlecht, dass man eiserne Ringanker einsetzen musste, um der Absenkung des Mauerwerks entgegenzuwirken. Das brachte aber nicht den gewünschten Erfolg.
In den 1960er Jahren wurde erwogen, die Kirche abzureißen und durch einen Neubau zu ersetzen. Das Landesamt für Denkmalpflege plädierte für die Erhaltung des Bauwerks. So kam es 1965/66 zu umfangreichen Gründungsarbeiten, in deren Verlauf man ein neues aufwendiges Fundament eingebaute.
Als 2004 Hausschwamm im Mauerwerk der Kirche entdeckt wurde, wurde eine weitere Sanierung notwendig. Die folgenden Sanierungsarbeiten 2006/2007 konnten nur mit Hilfe von Spenden und durch den Verkauf des Gemeindehauses finanziert werden. Die Gemeinderäume, die Büros und die Küche wurden in das Kirchengebäude integriert. Die Räume sind auf den Seitenemporen eingerichtet worden, die jetzt durch Glasfenster vom Mittelschiff abgetrennt sind.

## Pastoren
- Wilhelm Alard (1608–1645)

- Johann Hudemann (1645–1678)

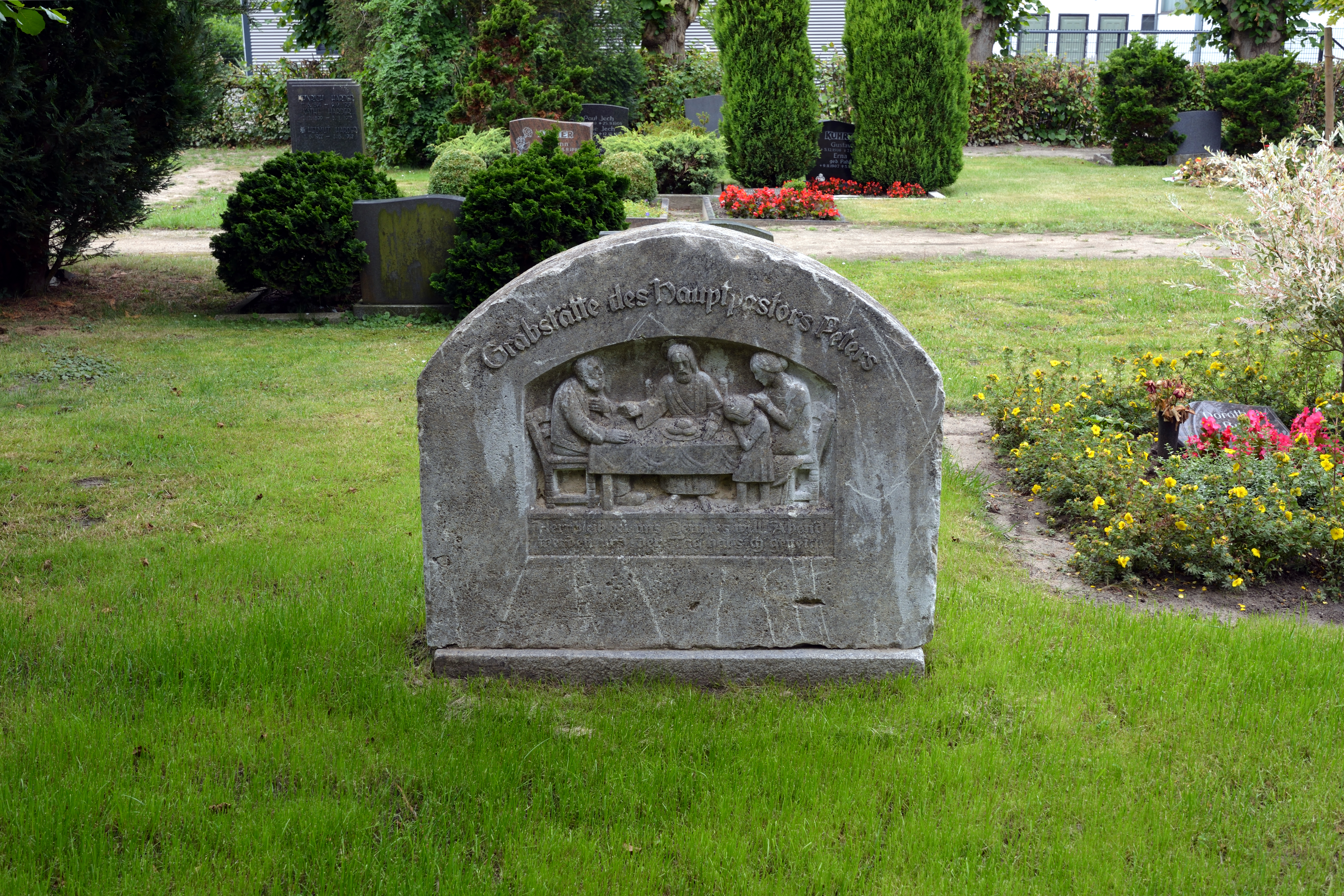
Grabstein des Hauptpastors Friedrich Nicolaus Peters (20. Februar 1867 bis 14. Oktober 1942), Amtszeit: 1908–1933.

Eine Liste der bekannten Prediger (Pastor, Archidiakon, Diakon) der Kremper Kirche hat Hans Schröder in seinem Versuch einer Geschichte des Münsterdorfischen Consistoriums im Herzogthume Schleswig-Holstein 1840 zusammengestellt. Auf ihr basieren die fortgeführten Listen in der Kirchenchronik und den Kremper Ortschroniken.

## Kirchspiel
Zum Kirchspiel Krempe gehören neben der Stadt Krempe die Orte Grevenkop, Krempdorf und Elskop.